# Bidessus unistriatus
Bidessus unistriatus là một loài bọ cánh cứng trong họ Bọ nước. Loài này được Goeze miêu tả khoa học năm 1777.